# ГЕС Швегиїн
Швегиїн - кам'яно-накидна гребля та ГЕС на річці Швегиїн, поблизу містечка Швегиїн округ Пегу, Бірма. Основна мета будівництва греблі - вироблення електроенергії, потужність генераторів  75 мегават. Будівництво греблі почалося в 2002 році, перший генератор було введено в експлуатацію в грудні 2010 року, ГЕС офіційно відкрито 22 жовтня 2011 року і є власністю Міністерства електроенергії. Кошторисна вартість будівництва US $ 161 млн